# Liste der Baudenkmale in Grebs-Niendorf
In der Liste der Baudenkmale in Grebs-Niendorf sind alle Baudenkmale der Gemeinde Grebs-Niendorf (Landkreis Ludwigslust-Parchim) und ihrer Ortsteile aufgelistet (Stand: Januar 2021).

## Grebs
| ID | Lage                      | Bezeichnung               | Beschreibung | Bild |
| -- | ------------------------- | ------------------------- | ------------ | ---- |
|    | Friedhof (Karte)          | Gefallenendenkmal 1914/18 |              |      |
|    | Friedensstraße 16 (Karte) | Bauernhaus                |              |      |
|    | Lindenstraße 4 (Karte)    | Bauernhaus                |              |      |
|    | Lindenstraße 33 (Karte)   | Wohnhaus                  |              |      |

## Menkendorf
| ID | Lage                       | Bezeichnung        | Beschreibung | Bild |
| -- | -------------------------- | ------------------ | ------------ | ---- |
|    | Am Krullgraben 13 (Karte)  | Schule und Scheune |              |      |
|    | Leussower Straße 8 (Karte) | Stall              |              |      |
|    | Menzendorfer Weg 1         | Bauernhaus         |              |      |

## Neu Grebs
| ID | Lage                 | Bezeichnung | Beschreibung | Bild |
| -- | -------------------- | ----------- | ------------ | ---- |
|    | Niendorfer Straße 12 | Scheune     |              |      |

## Niendorf an der Rögnitz
| ID | Lage | Bezeichnung               | Beschreibung | Bild |
| -- | ---- | ------------------------- | ------------ | ---- |
|    |      | Gefallenendenkmal 1914/18 |              |      |

## Schlesin
| ID | Lage           | Bezeichnung                 | Beschreibung | Bild |
| -- | -------------- | --------------------------- | ------------ | ---- |
|    | Friedensstraße | Gefallenendenkmal 1914/1918 |              |      |

## Ehemalige Denkmale

### Niendorf an der Rögnitz
| ID | Lage            | Bezeichnung | Beschreibung | Bild |
| -- | --------------- | ----------- | ------------ | ---- |
|    | Lindenstraße 14 | Bauernhaus  |              |      |

## Quelle
- Denkmallisten des Landkreises Ludwigslust-Parchim (Stand: September 2021)

- Karte mit allen Koordinaten:
- OSM |
- WikiMap